# La Tieula
La Tieula (en francès La Tieule) és un municipi francès situat al departament del Losera i a la regió d'Occitània.